# Estación Bahía Blanca Sud
Bahía Blanca Sud es una estación de la red ferroviaria argentina, perteneciente al Ferrocarril General Roca. Está ubicada en la ciudad de Bahía Blanca, constituyendo la principal estación ferroviaria de esa ciudad y la única de ella en brindar servicio de pasajeros. En noviembre de 2014 la estación fue declarada Monumento Histórico Nacional por el gobierno argentino.

## Servicios
En épocas de la antigua Ferrocarriles Argentinos, Bahía Blanca Sud servía como estación intermedia para varios trenes de larga distancia como el "Expreso del Sur" con destino a la estación San Antonio Oeste, el "Estrella del Valle" con destino a Neuquén y Zapala y los trenes "Lagos del Sur" y "Expreso Arrayanes" con destino a San Carlos de Bariloche. Asimismo, tras el cierre de la estación terminal original del Ferrocarril Rosario a Puerto Belgrano en 1949 y la construcción de un empalme con las vías del Ferrocarril General Roca, se convirtió en destino final de los servicios procedentes de Rosario, suprimidos en agosto de 1977 por un decreto del autodenominado Proceso de Reorganización Nacional. Al mismo tiempo, era cabecera de los servicios hacia las ciudades de Olavarría, Punta Alta, y San Antonio Oeste hasta su cancelación en febrero de 1990.
Producida la desaparición de Ferrocarriles Argentinos en 1993, Bahía Blanca Sud continuó recibiendo trenes de larga distancia. SEFEPA prestó servicios entre Plaza Constitución y San Carlos de Bariloche hasta agosto de 1995, mientras que Ferrobaires corrió trenes de pasajeros a Bahía Blanca Sud desde agosto de 1993 hasta su desaparición el 30 de junio de 2016. Si bien la mayoría de ellos tenían a Bahía Blanca como terminal, entre 2003 y 2011 algunos trenes continuaban hasta Carmen de Patagones.

## Infraestructura
La estación fue construida a instancias de la empresa de capitales británicos Ferrocarril Sud e inaugurada el 26 de abril de 1884. En julio de 1903, ante el aumento de la demanda y de la circulación de trenes se anunció la construcción de un nuevo edificio, que comenzó a levantarse en 1909. Las tareas de remodelación incluyeron la ampliación de las instalaciones y la construcción de un nuevo edificio principal, que es el que subsiste hasta hoy. La nueva estación fue habilitada el 19 de diciembre de 1911.
Posee seis andenes, de los cuales cinco están cubiertos. Además, cuenta con un túnel subterráneo de unos 30 metros de longitud que permite conectar el edificio principal con el andén 2, siendo el único túnel subterráneo que existe en la ciudad de Bahía Blanca. Si bien desde mediados de la década de 1990 se encuentra cerrado al público, ha sido reabierto esporádicamente para ocasiones especiales. En abril de 2015 se llevaron a cabo tareas de limpieza a fin de volverlo transitable de nuevo, aunque no se lo ha restaurado en su totalidad.
El Tranvía de Bahía Blanca, que operó entre 1904 y 1938, conectaba a la estación con el centro de la ciudad y la estación Bahía Blanca Noroeste.

### Restauración
Entre 2008 y 2010 se realizó una restauración parcial de la estación, que incluyó la renovación de la fachada del edificio central, la restauración de las veredas, las marquesinas y el cerco perimetral, además de la instalación de nuevas luminarias y sanitarios. Las tareas fueron ejecutadas por el Ministerio de Infraestructura de la Provincia de Buenos Aires y financiadas por el Ministerio de Planificación Federal, Inversión Pública y Servicios. Como parte de estas obras de reacondicionamiento también se realizó una restauración del reloj del edificio principal, fabricado en 1880, que estuvo a cargo del ingeniero Andrés Romero.
En noviembre de 2014, mediante el Decreto 2181/2014, la estación Bahía Blanca Sud fue declarada Monumento Histórico Nacional.
En las instalaciones de la estación funciona la Confitería de la Estación Sud, administrada por el Instituto Cultural de la Municipalidad de Bahía Blanca. El Museo del Deporte de Bahía Blanca funcionó en la estación entre 2013 y 2015, cuando se mudó a su nueva sede en la Torre del Bicentenario, en el centro de la ciudad.

## Toponimia
Se la denominó Bahía Blanca Sud debido a que fue construida por el Ferrocarril Sud y para diferenciarla de las estaciones Bahía Blanca del Ferrocarril Bahía Blanca al Noroeste y Bahía Blanca del Ferrocarril Rosario a Puerto Belgrano. Coloquialmente, los bahienses suelen referirse a ella simplemente como "Estación Sud".

## Imágenes

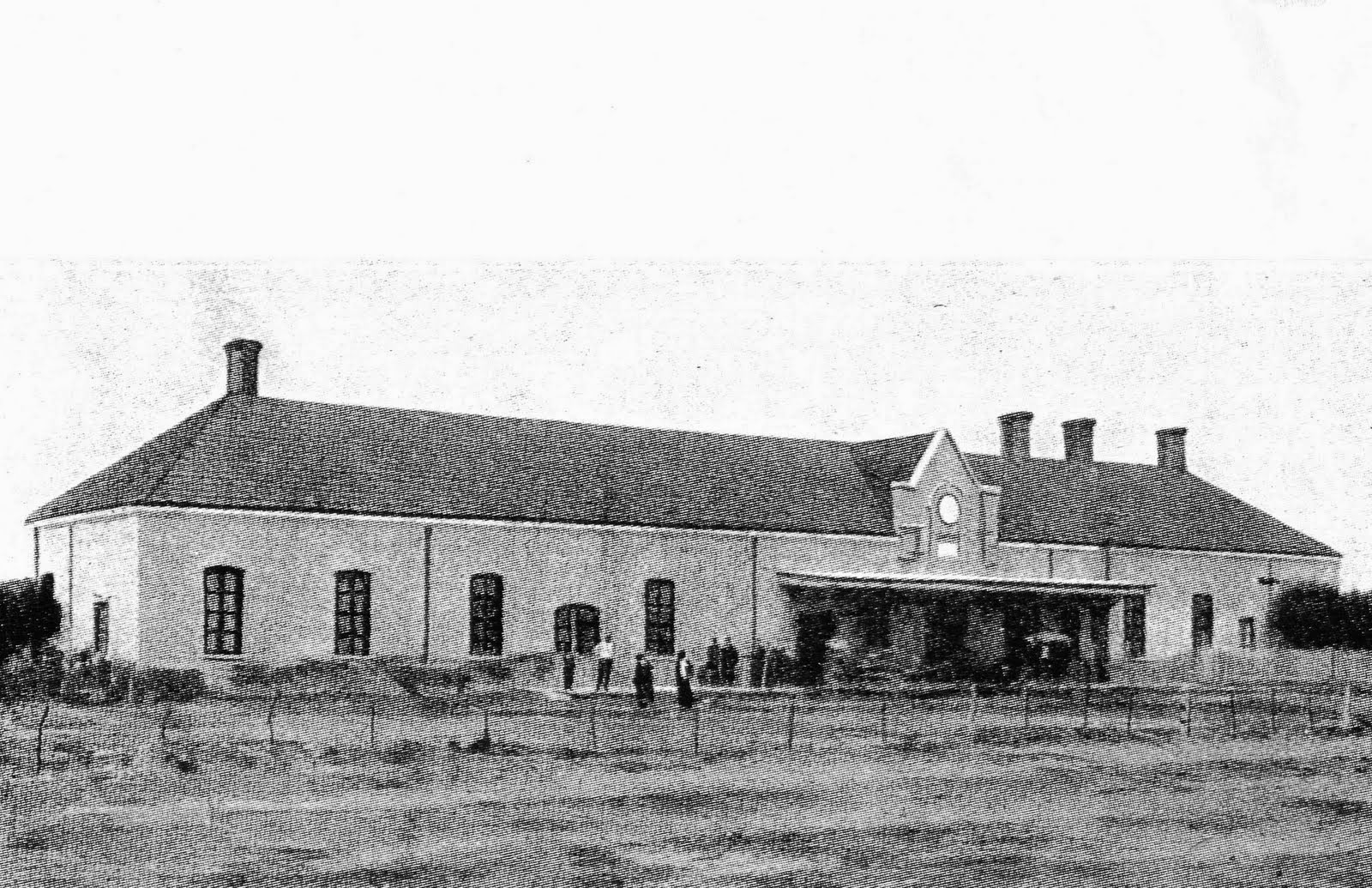
Frente del primitivo edificio.
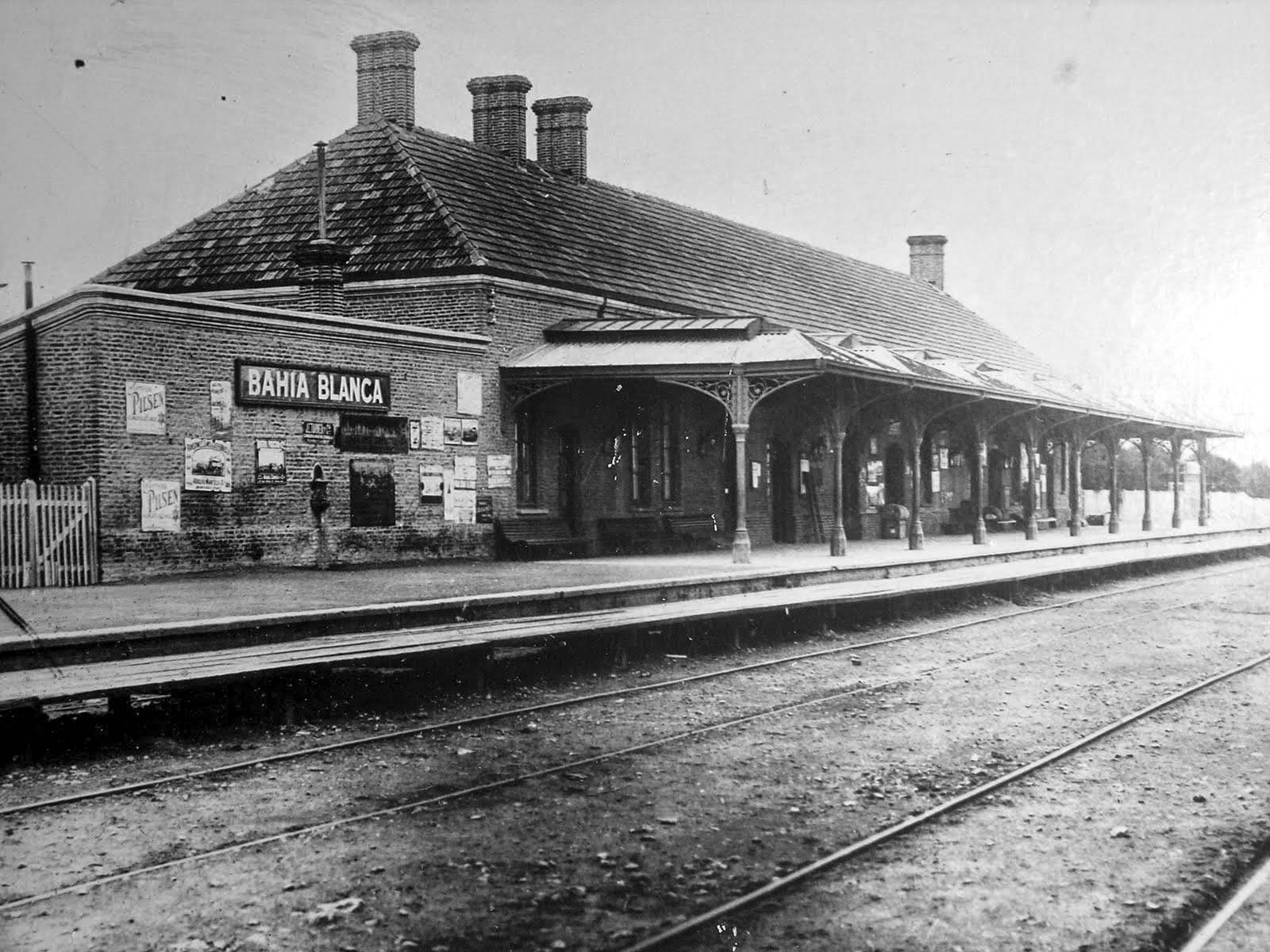
Estación original (1906), inaugurada en 1884.
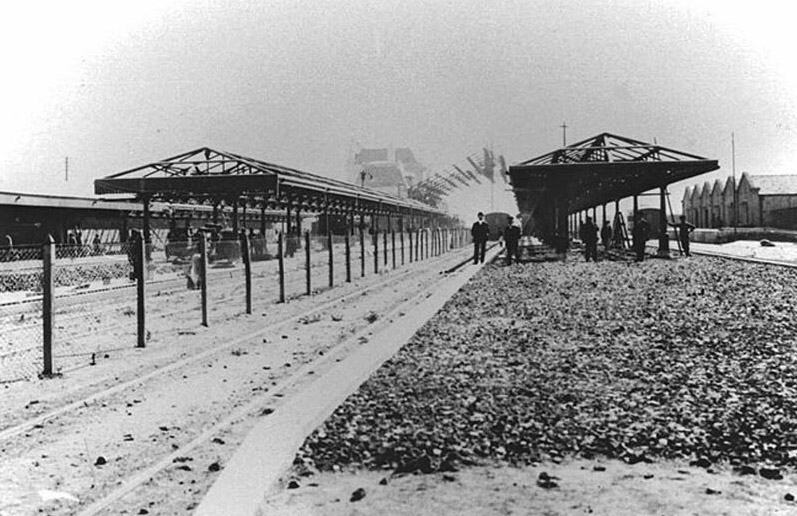
Obras de ampliación, 1910.
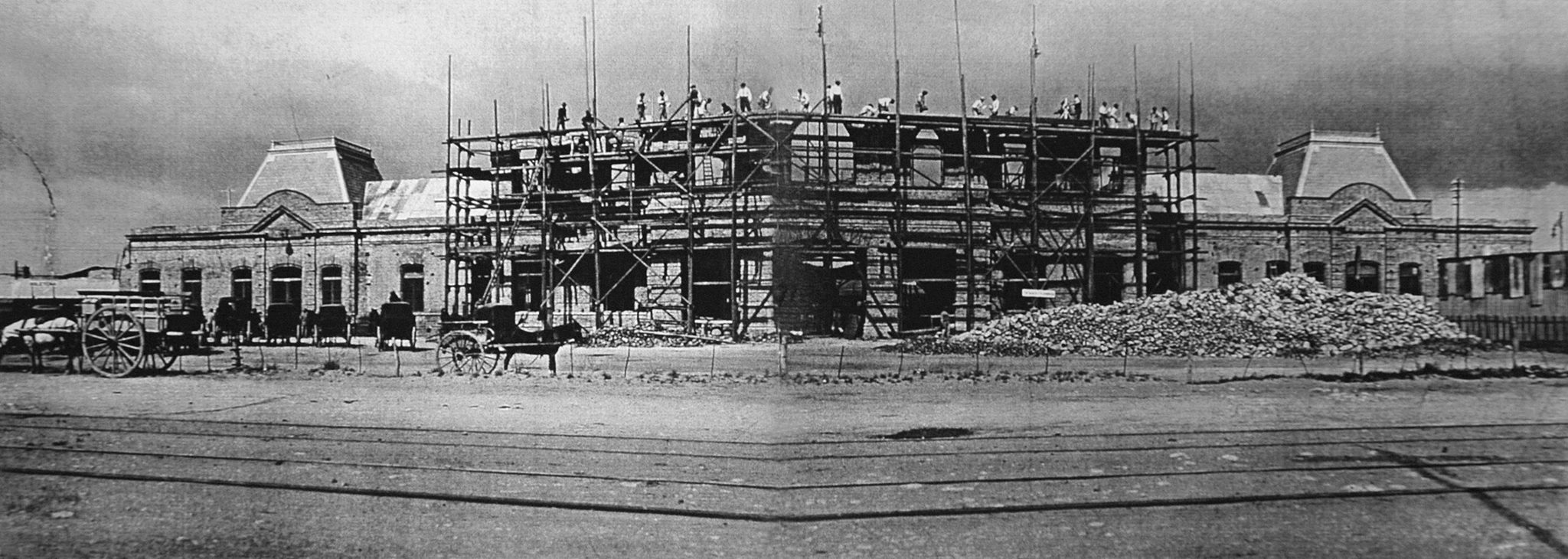
Construcción del frontis del nuevo edificio, circa 1910.
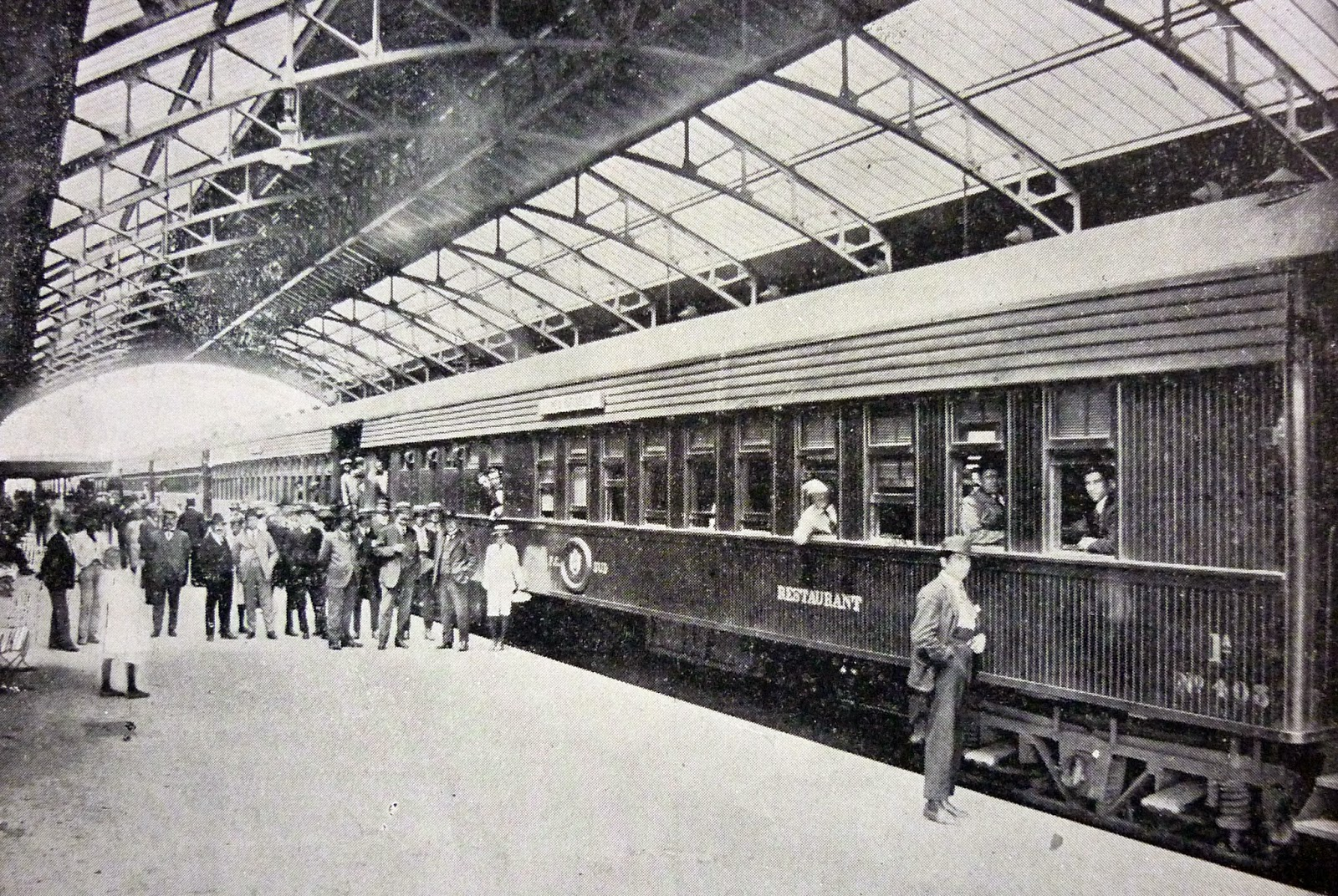
Tren con destino a la estación Stroeder, detenido el andén 1 (1921).
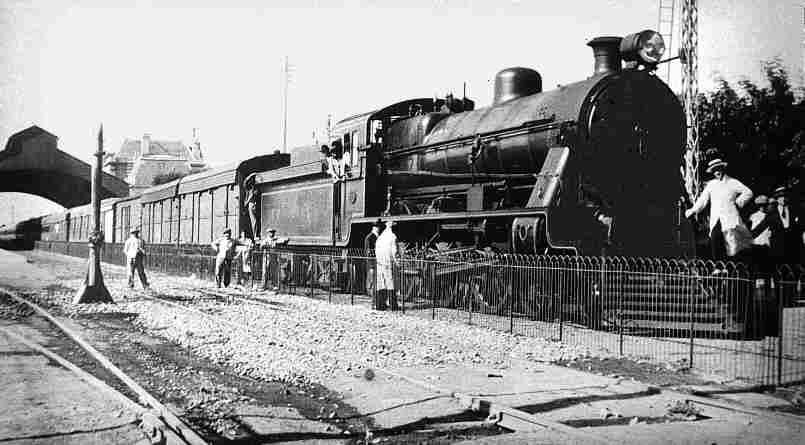
Locomotora a vapor Vulcan Foundry 12E, detenida en la estación (circa 1928). Esta locomotora, numerada 3913, ha sido preservada y se halla expuesta en la actualidad en la plaza central de Ingeniero White.
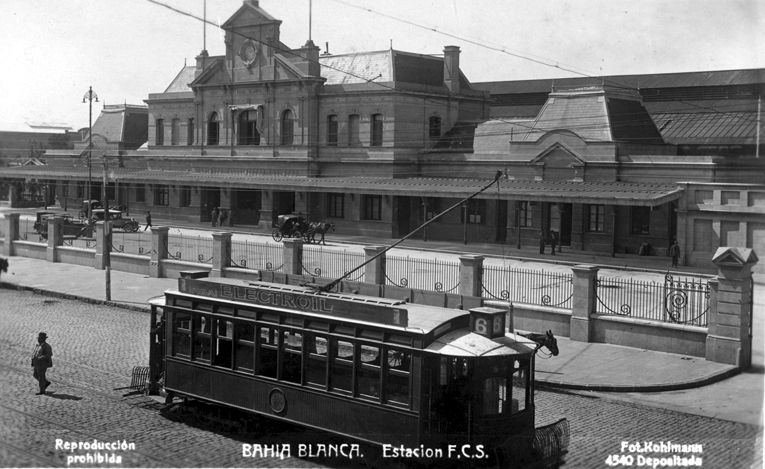
Vista de la estación desde la Av. General Cerri (circa 1930).
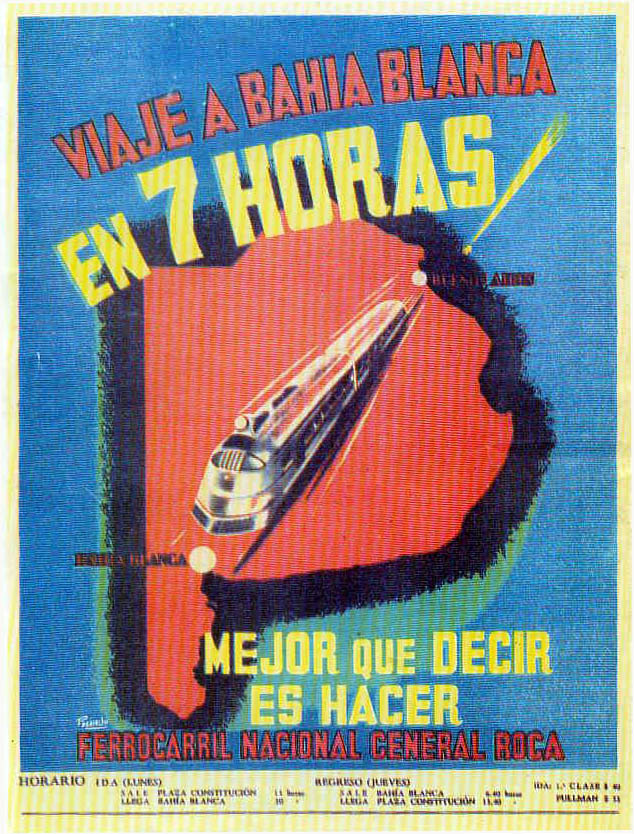
Afiche promocional del Ferrocarril Nacional General Roca (circa 1950).
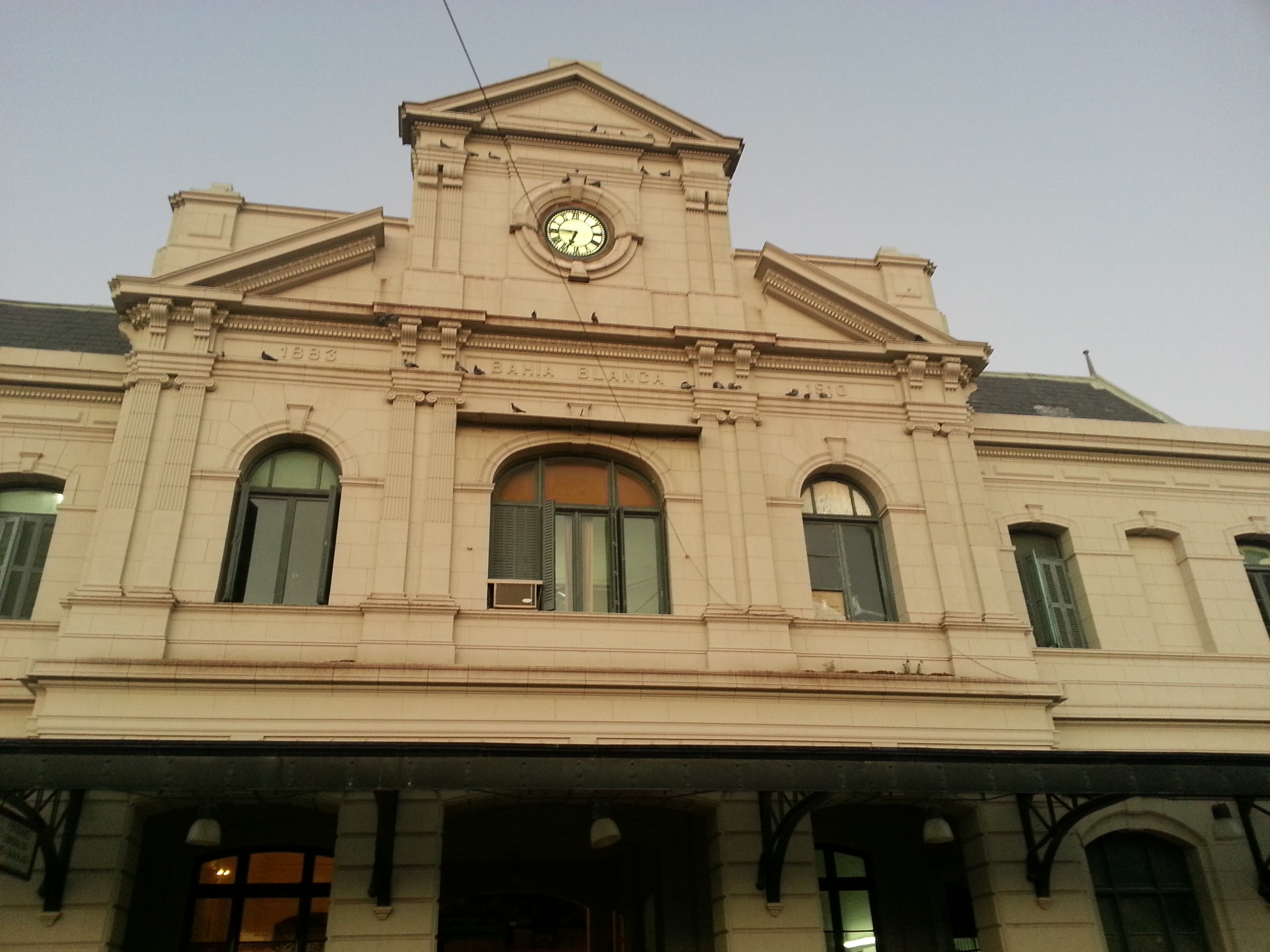
Frente de la estación
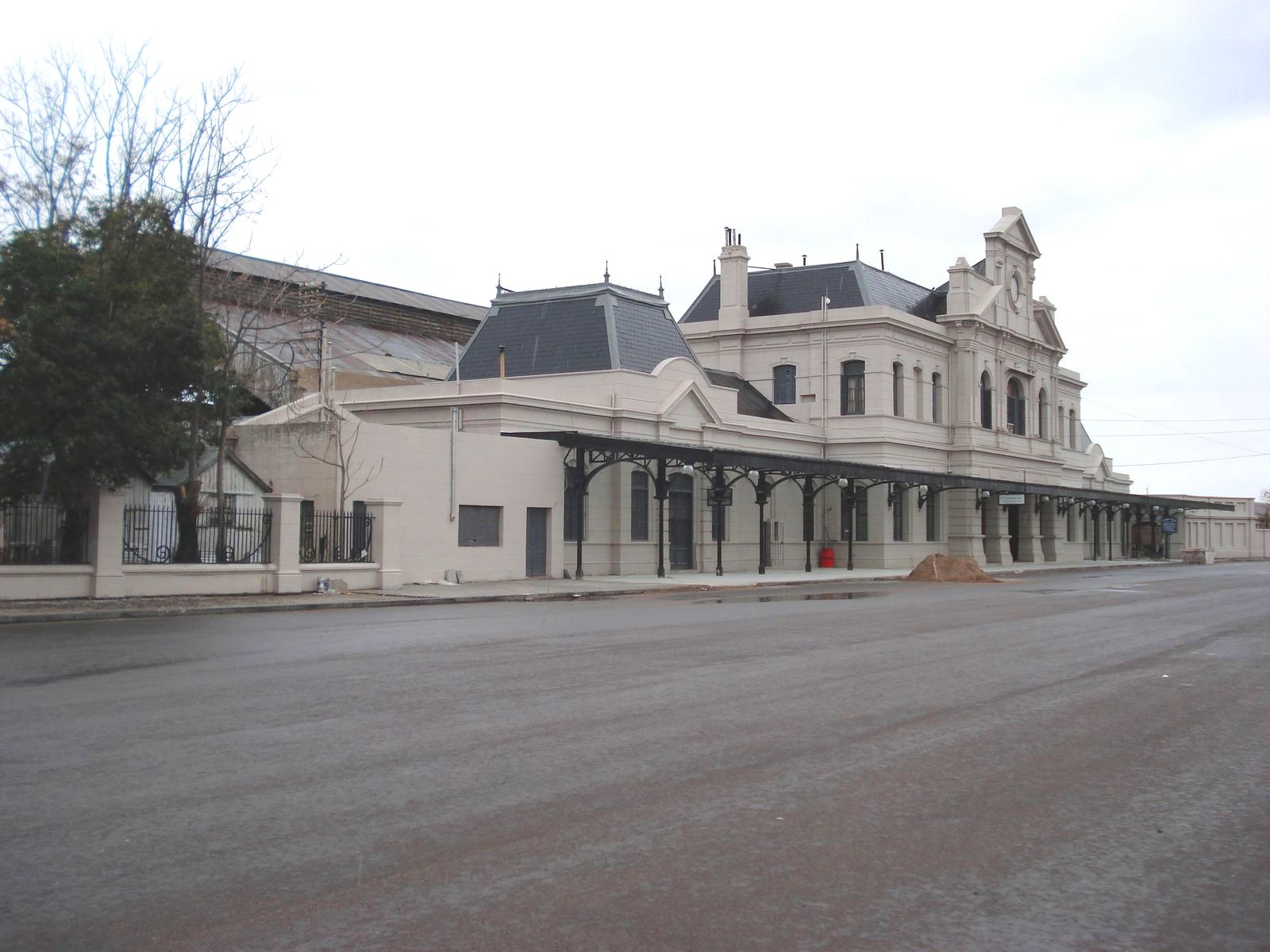
Frente de la estación
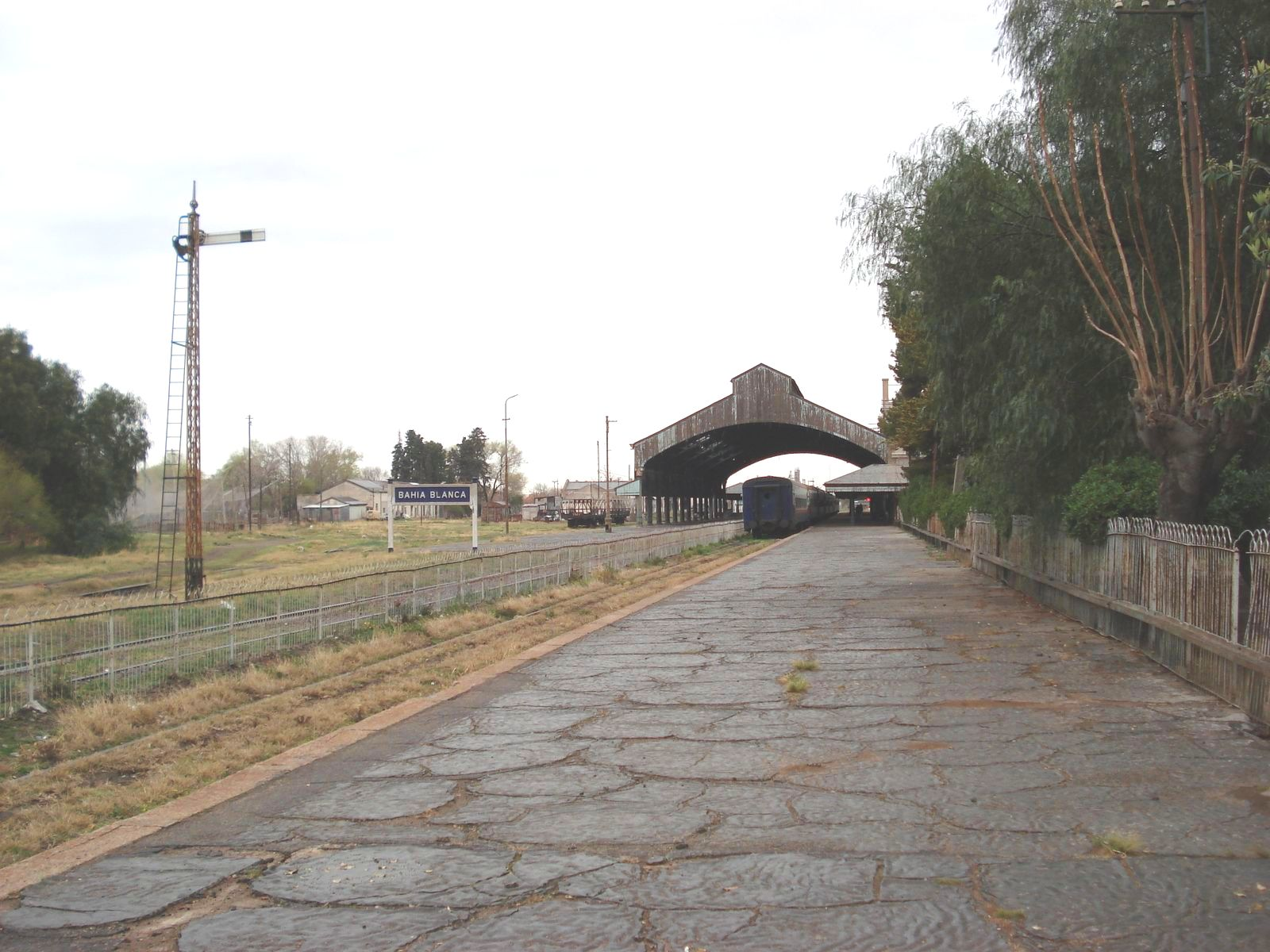
Andenes, vista hacia el sur
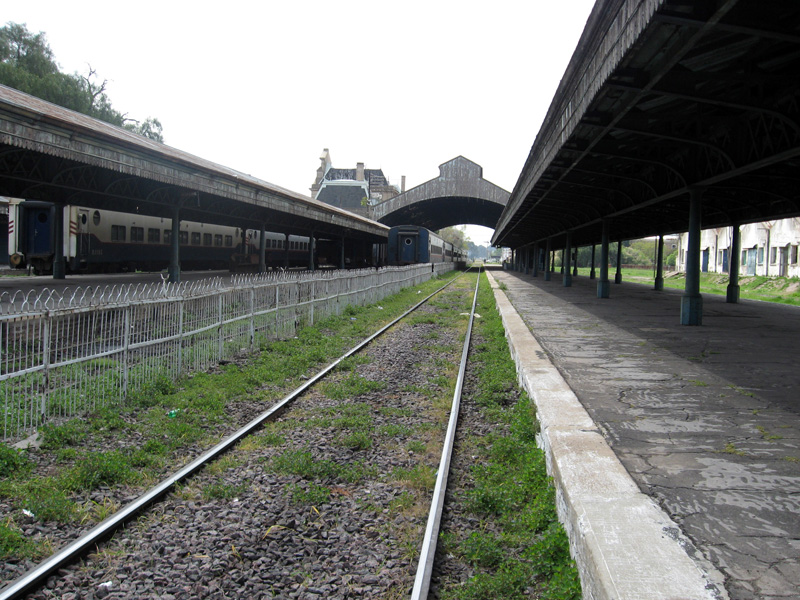
Andenes, vista hacia el norte
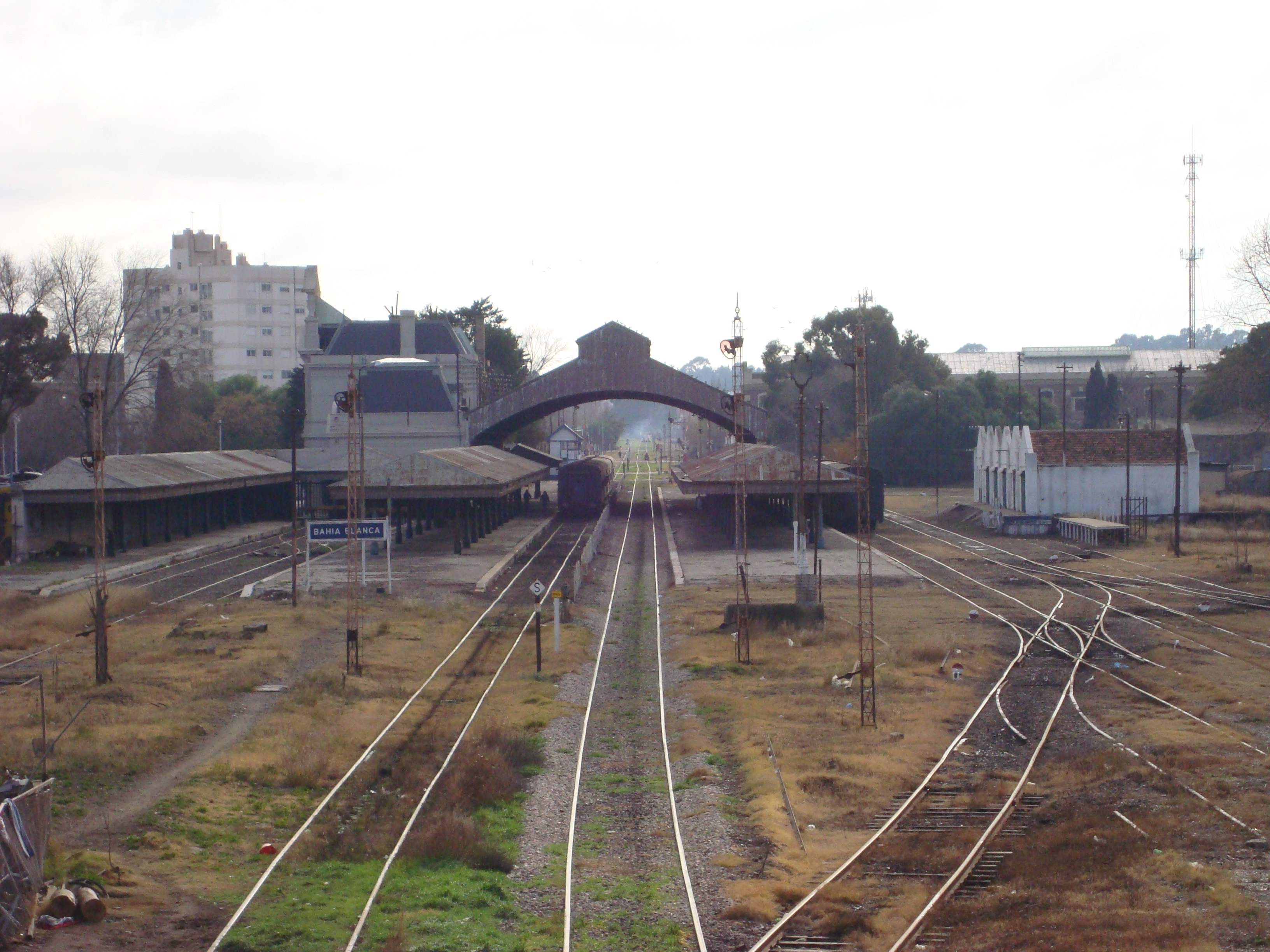
Vista desde el puente peatonal